# Dišeča sehlica
Dišeča sehlica (znanstveno ime Marasmius oreades) je gliva iz rodu sehlic (Marasmius).

## Značilnosti
Klobuk ima premer 1–5 cm; je zvonaste oblike s sprva nekoliko zavihanim robom, ki postane široko izbočen z enakomernim ali dvignjenim robom, vendar običajno ohrani rahlo osrednjo izboklino – grbico. Površina je suha, gladka, bledo rjava ali rjava, včasih bela ali rdečkasto rjava; običajno opazno spremeni barvo, ko se posuši; rob je včasih rahlo nažlebkan.
Bet je gol, bled in žilav, visok 2–6 cm, premera 2–6 mm.
Lističi so dokaj debeli in razmaknjeni in so pritrjene na bet. So bele ali bledo rumene barve.
Ima prijeten vonj, ki ga nekateri opisujejo kot po svežem žaganju, drugi pa po grenkih mandljih oziroma cianidu.

## Razširjenost in življenjski prostor
Pojavlja se poleti in jeseni na travnatih površinah in je razmeroma pogosta. Raste v skupinah, lokih ali krogih imenovanih tudi čarovniški krogi. Prisotnost micelija je lahko opazna zaradi izboljšane rasti trave, ki tako postane bolj zelena.

## Mikroskopske značilnosti
Trosni odtis je bele barve. Trosi so pod mikroskopom prosojni, neamiloidni in merijo 7–10 × 4–6 µm.

## Podobne vrste
- mazasta sehlica (Marasmius collinus) povzroča prebavne motnje in ima lepljiv klobuček, nažlebkano obrobje, ter gladek in votel bet[3]
- pobeljena korenovka (Collybia dealbata), nekoč imenovana pobeljena livka je strupena in ima bolj goste lističe, ki potekajo navzdol po betu

## Uporabnost
Užitna in cenjena zaradi sladkastega okusa. Uporabni so samo klobučki, ker so beti preveč vlaknasti in žilavi. Sladek okus verjetno daje prisotnost trehaloze, vrste sladkorja, ki omogoča, da dišeče sehlice preživijo osušitev. Ko je trehaloza izpostavljena vlagi, se razgradi in omogoči, da se celični procesi, vključno z ustvarjanjem novih trosov, začnejo znova.

## Galerija slik
- Ilustracija
- Čarovniški krog iz dišečih sehlic
- Klobuček, lističi in bet
- Trosi